# AirBridgeCargo
AirBridgeCargo Airlines (russisch ЭйрБриджКарго) war eine russische Frachtfluggesellschaft mit Sitz in Moskau und Basis auf dem Flughafen Moskau-Scheremetjewo. Sie ist ein Tochterunternehmen der Volga-Dnepr Airlines und war vor dem russischen Überfall auf die Ukraine die Frachtfluggesellschaft mit dem mit Abstand größten Frachtaufkommen Russlands.

## Geschichte
Im Jahr 2004 gründete die Volga-Dnepr Airlines eine Frachtfluglinie mit dem Namen AirBridgeCargo, die ihre Tätigkeit auf dem internationalen Markt aufnahm. AirBridgeCargo ist die erste russische Frachtfluglinie, die mit Boeing 747-200F Europa mit Asien über Russland verbindet. Am 27. Januar 2012 erhielt AirBridgeCargo als eine der ersten Fluggesellschaften die neue Boeing 747-8F.
2015 wurde an der Pariser Luftfahrtschau die Absichtserklärung bekannt, dass die Volga-Dnepr Gruppe zu den bereits bestehenden sechs Boeing 747-8F 20 weitere kaufen will und die Gruppe Boeing längerfristig eine Antonow An-124 der Volga-Dnepr Airlines für die logistischen Belange von Boeing vermietet.
2019 lag der Verkehr der Gruppe 20 Prozent unter den Erwartungen. Ende Februar 2020 wurde von ihr eine auslieferungsbereite Boeing 747-8F nicht übernommen. Als Grund wurde die finanzielle Lage der Volga-Dneper Gruppe angeführt. Die erste im August 2020 übernommene Boeing 777 wurde monatelang abgestellt. Während Farnborough 2018 war von einem Interesse  an 29 Stück dieses Typs die Rede gewesen. Im Sommer 2020 wurden die Gesellschaften der Gruppe organisatorisch näher zusammengeführt.
Im Kontext des russischen Überfalls auf die Ukraine sah sich die Fluggesellschaft zu Erklärungen genötigt, nachdem ihre 747-8 einen auffälligen Umweg geflogen war. Wegen der Sanktionen gegen Russland seit dem Überfall musste die Fluggesellschaft Flüge mit ihren Boeings einstellen. Im Sommer 2023 war ein Betrieb mit zwei Iljuschin Il-96 geplant und eine Il-96 bereits in den Farben der AirBridgeCargo lackiert, jedoch wurde AirBridgeCargo sich nicht einig mit dem Eigentümer der beiden Il-96, der Ilyushin Finance.

## Flugziele
AirBridgeCargo flog nach eigenen Angaben 37 Ziele in Europa, Asien und Nordamerika an. Die Hauptdrehkreuze befanden sich dabei in Moskau und Krasnojarsk. Die Transpolarflüge von Krasnojarsk nach Nordamerika bestanden seit 2007. Im deutschsprachigen Raum wurden 
Frankfurt, Frankfurt-Hahn, Leipzig und München angeflogen.

## Flotte

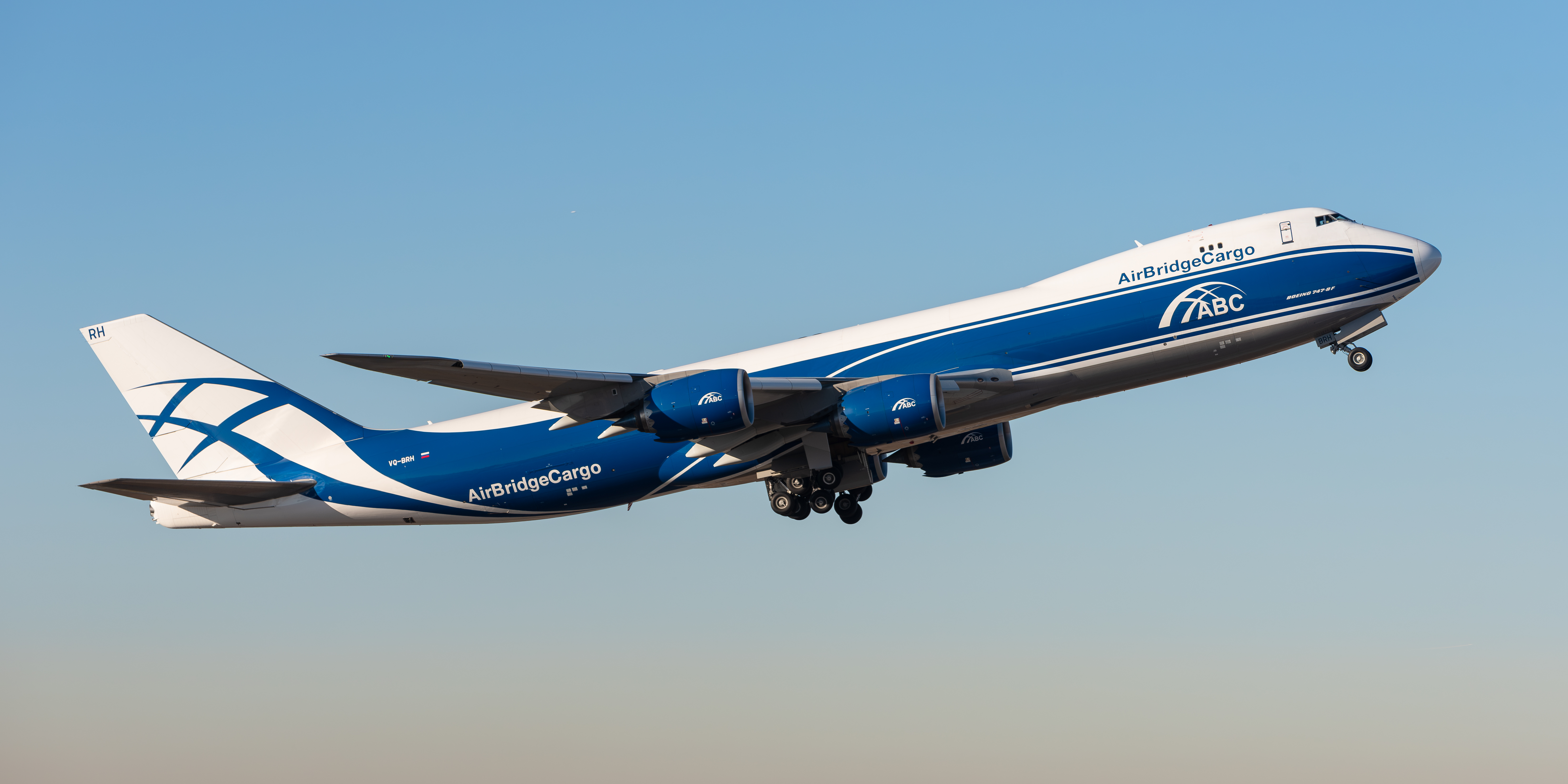
Boeing 747-8F der ABC beim Start in München.

### Flotte bei Betriebseinstellung
Mit Stand Juni 2022 bestand die Flotte der AirBridgeCargo aus 17 Flugzeugen mit einem Durchschnittsalter von 9 Jahren:
| Flugzeugtyp       | Anzahl | bestellt | Anmerkungen  | Durchschnittsalter (Dezember 2020) |
| ----------------- | ------ | -------- | ------------ | ---------------------------------- |
| Boeing 747-400ERF | 04     |          | alle inaktiv | 14,7 Jahre                         |
| Boeing 747-8F     | 12     |          | alle inaktiv | 7,6 Jahre                          |
| Boeing 777F       | 01     | 2        | inaktiv      | 1,9 Jahre                          |
| Gesamt            | 17     |          |              | 9 Jahre                            |

Die Flotte der AirBridgeCargo wurde in Deutschland am Flughafen Frankfurt Main und am Flughafen Leipzig/Halle durch die AMTES GmbH in einem eigens dafür erbauten Hangar gewartet.

### Zuvor eingesetzte Flugzeuge
- Boeing 737-400
- Boeing 747-200F/-300SF